# Прапор Ірміна
Пра́пор Ірміна — прапор міста Ірміно Луганської області. 

## Опис
З авторського опису прапора: 
|  | Полотнище з двох кольорів: блакитного і малинового, розділеного прямою лінією синього кольору, яка проходить з нижнього лівого кута до верхнього правого кута, що символізує зростання економічного та культурного розвитку краю у 1930-х роках. По центру прапора розміщений відбійний молоток білого кольору, навколо якого зображена спіраль, що символізує Стахановський рух з написом «1935» білого кольору. З лівого боку прапора, на блакитній його частині, знаходиться напис «Ірміно» білого кольору. З правого боку, на малиновій частині, напис «Батьківщина стахановського руху» білого кольору. Шахтарів з гордістю називають Гвардією праці, тому використаний малиновий колір — колір «казначейства» і «гвардії». |